# Pengkok (Patuk)
Pengkok is een bestuurslaag in het regentschap Gunung Kidul van de provincie Jogjakarta, Indonesië. Pengkok telt 2759 inwoners (volkstelling 2010).